# 262년

## 연호
- 위(魏) 경원(景元) 3년
- 촉(蜀) 경요(景耀) 5년
- 오(吳) 영안(永安) 5년

## 기년
- 위(魏) 원제(元帝) 3년
- 촉(蜀) 후주(後主) 40년
- 오(吳) 경제(景帝) 5년
- 신라(新羅) 미추 이사금(味鄒泥師今) 원년
- 고구려(高句麗) 중천왕(中川王) 15년
- 백제(百濟) 고이왕(古爾王) 29년

## 사건
- 음력 3월, 신라, 용이 궁궐 동쪽 못에 나타났다.
- 음력 7월, 신라, 금성 서문이 불타고, 잇달아 인가(人家) 삼백여 구(區)를 태웠다.

## 참고 문헌
- 김부식 (1145). 〈권02 미추 이사금 條〉. 《삼국사기》.